# Геттун, Василий Никифорович
Василий Никифорович Геттун (или Гетун; 1771—1848) — российский государственный деятель, действительный статский советник.

## Биография
Василий Геттун родился в селе Лобки Погарского повета 29 декабря 1771 года. Отец его, Никифор Иванович (ум. 1800), чиновник XIV класса, имел 12 душ крепостных крестьян и небольшое хозяйство; мать — Васса Степановна (урожденная Копасева). На шестом году мальчика отдали местному церковному дьячку учиться русской грамоте, а затем дьячку церкви с. Суходолья. 
В 1781 году он был отдан в местный пансион Барлуя. В это время представилась возможность отдать его в Петербургский кадетский корпус, но этому воспротивились мать и бабка, и он был записан отцом по гражданской части, сперва в Погарский нижний земский суд, а затем в 1788 году в местный уездный суд. 
В 1789 году Геттун был произведён в коллежские регистраторы и вскоре занял должность штатного подканцеляриста в Новгород-Северском губернском правлении. 
В 1792 году он перешёл на службу в канцелярию прокурорских дел на открывшуюся там вакансию с более высоким окладом. По настоянию Геттуна отец его, пользуясь расположением к нему губернатора, графа Я. В. Завадовского, просил о назначении сына в Погарский уездный суд секретарём, на что и был получен указ Сената в 1793 году. Здесь ему пришлось познакомиться с чиновничьими дрязгами, так как не прошло и трёх лет, как он вернулся начальником над теми, у кого сам был в подчинении. И только после выхода некоторых чиновников в отставку или перевода их в другие учреждения, он сформировал канцелярию по своему усмотрению, ибо судьи не мешались в эту часть и безусловно ему доверяли. Со вступлением на престол Павла І Погарский уезд был упразднён, и Геттун остался без места. 
10 июня 1797 года он отправился в Санкт-Петербург и, прибыв туда 3 июля, сначала принялся за ведение частных дел, а потом, заручившись рекомендательным письмом от графа Г. Г. Кушелева к графу П. А. Палену, бывшему в то время Санкт-Петербургским военным губернатором, поступил в 1800 году к нему в канцелярию на вакантную должность адъютанта от полиции и в том же году был произведён из городовых секретарей в титулярные советники. В 1801 году он был назначен секретарем канцелярии по гражданской части. Пользуясь репутацией «хорошего и дельного чиновника», Геттун по болезни главы канцелярии замещал его на этой должности. 
В 1802 году он в качестве секретаря военного губернатора был командирован управлять канцелярией графа Комаровского, помощника военного губернатора, а затем переведён на службу к обер-полицмейстеру генерал-майору Ф. Ф. Эртелю в качестве правителя канцелярии, потом служил под начальством военных губернаторов фельдмаршала графа Каменского, барона Будберга, графа Толстого, Вязмитинова и князя Лобанова-Ростовского и быстро дослужился до чина коллежского советника, но, не ужившись с последним, подал прошение об отставке.
В 1808 году Василий Никифорович Геттун занял место секретаря по общему присутствию департамента уделов, а оттуда через год перешёл на службу директором канцелярии принца Георга Ольденбургского в Тверь. При определении на место принц представил его к производству в статские советники, но в это время вышел указ об экзаменах и вместо чина Геттун получил орден Святой Анны 2 степени. 
Из города Твери В. Н. Геттун снова вернулся в Санкт-Петербург, заняв место начальника канцелярии при министре полиции А. Д. Балашове и спустя 2—3 месяца стал заведовать секретными делами, затем был назначен начальником отделения. В это время он был награждён орденом Святого Владимира 4 степени. 
Весной 1815 году Геттун был командирован, по личной его просьбе, в Орловскую и Курскую губернии расследовать дела об отравлении крестьянами помещика Милюкова сына его и об убийстве дворянки Алтуховой, по возвращении откуда, благодаря протекции великой княгини Екатерины Павловны, был представлен к награде и по Высочайшему повелению был зачислен первым кандидатом на должность обер-прокурора в Сенат, но по неизвестным причинам не получил этой должности и был назначен в 1816 году вице-директором Провиантского департамента Военного Министерства. 
В 1818 году он был произведён в действительные статские советники и занял место правителя канцелярии при Санкт-Петербургском военном губернаторе графе М. А. Милорадовиче, по ходатайству которого был награждён в 1821 году орденом Святого Владимира 3-й степени. По свидетельству Ф. Н. Глинки, служившего тоже при Милорадовиче, Геттун был в полной доверенности у последнего и злоупотреблял его именем; городской голова Жуков позволял себе различные злоупотребления и оставался безнаказанным, так как платил Геттуну ежегодно 25 тысяч рублей.
За неправильное производство расследования по делу об убийстве Алтуховой, порученное ему ещё в 1815 году (он проявил здесь своё корыстолюбие и оказывал покровительство убийце Ширкову), Геттун был в 1822 году отрешён от должности без права поступления куда-либо, с запрещением жить в обеих столицах. В 1833 году он жил в деревне Волынкиной близ Петербурга и оттягивал свой отъезд то по болезни, то по делам. Граф Бенкендорф подал о нём всеподданнейший доклад, по коему последовало Высочайшее повеление, что Геттун «может остаться в деревне Волынкиной, но приезда ему в Петербург не позволять». 
Василий Никифорович Геттун умер в 1848 году загадочной смертью: живя в Волынкиной деревне, он однажды утром отправился пешком в город Петербург, что делал почти ежедневно, но более уже не возвращался домой; никакие розыски родных и полиции ни к чему не привели. 
В. Н. Геттун оставил «Записки, собственно для моих детей», которые не только интересны как изображение чиновного мира, со всеми дрязгами и сплетнями, но и занимательны по многим подробностям, которые характеризуют таких видных деятелей того времени, как граф Каменский, граф Толстой и граф Пален. Записки обрываются на 1815 годе; еще при жизни автора пожар истребил все его бумаги. Они были напечатаны в «Историческом вестнике» за 1880 год (№№ 1—3) при посредстве профессора К. H. Бестужева-Рюмина, получившего их от сына автора, инженер-подполковника Ф. В. Геттуна.